# Stretto di Stange
Lo stretto di Stange è uno stretto lungo circa 110 km e largo al massimo 49 km situato sulla costa di English, nella parte sud-occidentale della Terra di Palmer, in Antartide. Sito in particolare nella parte più occidentale della costa di English, lo stretto, la cui superficie risulta occupata dai ghiacci dell'omonima piattaforma glaciale, è delimitato a ovest dall'isola Smyley e dall'isola Case, tra le quali si insinua il suo ramo nord-occidentale, libero dai ghiacci, che prende il nome di insenatura di Carroll, a sud dalla terraferma e a est dall'isola Spaatz, mentre a nord è presente l'imboccatura di Ronne, ossia l'apertura sud-occidentale del canale di Giorgio VI verso il mare di Bellingshausen. All'interno dello stretto si gettano diversi ghiacciai che vanno quindi ad alimentare la piattaforma glaciale che lo sovrasta, come l'Hill, lo Hall e il Nikitin, nonché il flusso glaciale Lidke.

## Storia
Lo stretto di Stange è stato fotografato per la prima volta durate un volo di ricognizione effettuato nel corso della Spedizione antartica di ricerca Ronne, condotta nel 1947-48 al comando di Finn Rønne; tuttavia, esso è stato mappato nel dettaglio dallo United States Geological Survey solo in seguito, grazie a fotografie aeree scattate dalla marina militare statunitense tra il 1961 e il 1966, ed è stato così battezzato dal Comitato consultivo dei nomi antartici in onore di Henry Stange, che prestò la propria assistenza alla preparazione della sopraccitata spedizione di Ronne.